# Boudewijn Catz

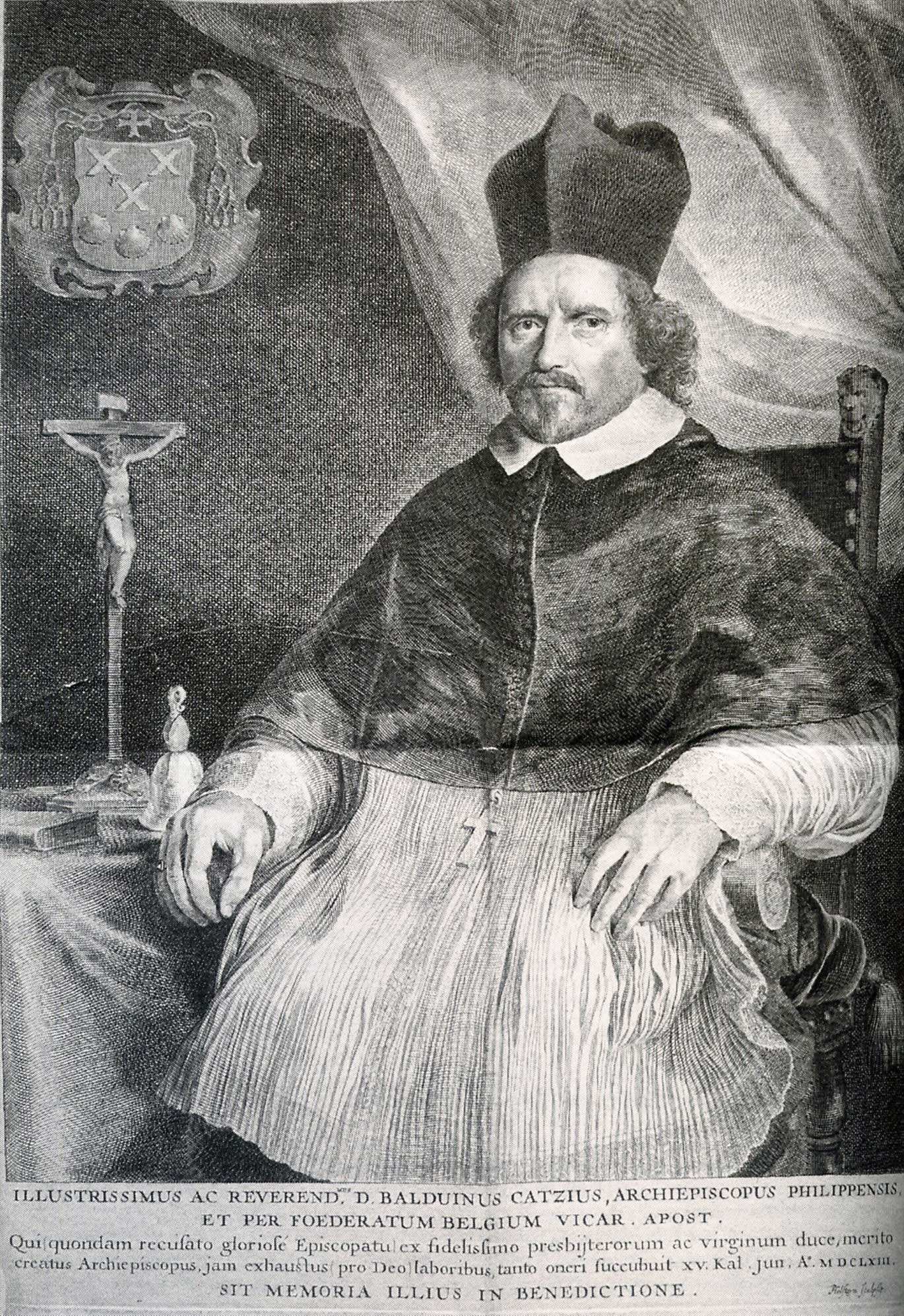
Boudewijn Catz, gravure van Pieter Holsteyn (II)

Boudewijn Catz of Cats (Gorinchem, ca. 1601 - Leuven, 18 mei 1663) was apostolisch vicaris van de Hollandse Zending (in de rooms-katholieke traditie) en aartsbisschop van Utrecht (in de oudkatholieke traditie) van 1662 tot 1663.
Boudewijn Catz werd vicaris van het bisdom Haarlem en werd na de dood van Jacobus de la Torre, met voorbijgaan van diens coadjutor Johannes van Neercassel, op 31 mei 1662 tot apostolisch vicaris benoemd. Op 9 september 1662 werd hij in Keulen tot titulair aartsbisschop van Philippi gewijd. Bij zijn benoeming schijnt hij al geestelijk zwak geweest te zijn en hij stierf krankzinnig. Tijdens zijn korte bestuur liet hij zich geheel leiden door zijn coadjutor Van Neercassel, die hem opvolgde.
Door de oudkatholieke Kerk wordt Catz gerekend te behoren tot de (aarts)bisschoppelijke lijn.
- Biografisch Portaal: 08228518
- Gemeinsame Normdatei: 1027975674
- Virtual International Authority File: 280947737